# Lucius Cornelius Lentulus (Konsul 130 v. Chr.)
Lucius Cornelius Lentulus († 130 v. Chr.) war ein römischer Senator und Politiker in der zweiten Hälfte des 2. Jahrhunderts v. Chr.
Lentulus gehörte dem Zweig der Lentuli der Familie der Cornelier an. Im Jahr 130 v. Chr. bekleidete er zusammen mit Marcus Perperna den Konsulat. Während seines Amtes starb Lentulus und ihm folgte Appius Claudius Pulcher als Suffektkonsul. Möglicherweise ist Lentulus mit Cornelius Lentulus oder Lucius Cornelius Lentulus identisch.